# Phacelia parishii
Phacelia parishii är en strävbladig växtart som beskrevs av Asa Gray. Phacelia parishii ingår i Faceliasläktet som ingår i familjen strävbladiga växter. Inga underarter finns listade i Catalogue of Life.